# Seafight
Seafight este un joc online în browser oferit de firma Bigpoint. La data de 18 martie 2015 Seafight va sărbători cea de a 9-a aniversare a sa. Jocul numără actual peste 45 de milioane de jucători înregistrați (stadiu: Iunie 2014). Acesta este tradus în 25 de limbi la nivel mondial (stadiu: noiembrie 2009).

## Structura jocului
La Seafight utilizatorul este transpus într-o lume imaginară, jucând din postura unui pirat virtual pe o hartă a mării unde este necesar să scufunde monștrii și nave controlate de calculator (NPC-uri) ca de altfel și alți jucători participanți. Prin colecționarea de puncte de experiență și rezolvarea anumitor sarcini, așa numitele misiuni, fiecare jucător are posibilitatea de evolua, promovând fiecare nivel al jocului în urma absolvirii unei probe de pirat . Fiecărui nivel nou de joc îi corespund noi trepte de dezvoltare ale navei de joc, noi sarcini de realizat ca de altfel și noi monștrii  și NPC-uri . În total, jocul este structurat pe parcursul a 20 de niveluri care la rândul lor se impart pe diferite teme, respectiv “Tropice”, “Gheata”, “Continent” și “Lavă”.

## Scopul jocului
Unul dintre scopurile jocului este câștigarea Jackpot-ului, ce poate atinge o valoare maximă de 10.000 Euro sau în cazul gildelor 5.000 de dolari americani, în cadrul unei bătălii ce se desfășoară lunar și la care fiecare jucător are libertatea de a se înscrie. Bătălia Jackpot se desfășoară pe 24 (stadiu: noiembrie 2009) hărți continentale (mape) ce sunt despărțite una față de cealaltă, Jackpot-ul putând fi însă câștigat doar în cadrul unei singure hărți. Suma de Jackpot este adunată de fiecare jucător prin intermediul colectării de luminițe de pe harta mării în cadrul jocului. În cazul în care utilizatorul nu deține la momentul câștigării bătăliei Jackpot suma de 10.000 Euro, acesta va primi doar suma adunată până la acel moment. 
O șansă suplimentară de câștig este reprezentată de Jackpot-ul gildelor, ce va fi acordat gildei câștigătoare, această sumă putând fi ulterior împărțită între membrii participanți ai acestei gilde.

## Costuri ale jocului
Diferite obiecte de joc cum sunt navele, armele, echipamentele sau muniția pot fi obținute în schimbul unei valute de joc, respectiv perle. Aceste perle pot fi cumpărate de către jucători în schimbul Euro (€) sau pot fi de asemenea obținute ca și recompense în cadrul jocului în urma îndeplinirii anumitor sarcini. Echipamentele de joc pot fi obținute însă și în timp, în urma câștigării licitațiilor organizate la fiecare oră în cadrul unei piețe virtuale la care fiecare are posibilitatea de a participa și realiza oferte cu ajutorul aurului strâns pe parcurs. În acest fel, jocul poate fi jucat fără alte costuri reale.  Pentru și mai mult confort în joc, de exemplu o reparare mai rapidă a navei în cazul înregistrării de pagube, Seafight pune la dispoziție un acces Premium valabil fie 6 sau 12 luni. Diverse alte pachete  speciale și de start pot fi obținute de jucătorii noi, în schimbul unor taxe. 
Până în prezent Seafight a beneficiat de 3 Add-on-uri pe CD, fiecare dintre acestea conținând pe lângă un design exclusiv de navă și elemente de echipament și acces Premium pentru o perioadă de timp determinată. Primul Add-on a apărut în anul 2006, cel de-al doilea în noiembrie 2007 iar ultimul în decembrie 2008.

## Tehnic
Începând cu data de 16 ianuarie 2020, odată cu sfârșitul iminent al Flash-ul, clientul acestuia a fost schimbat în Unity. Jocul poate fi accesat atât pe client (care poate fi descărcat de pe pagina principală a jocului), cât și pe site.

## Distincții
Jocul a fost ales pe a doua poziție de “German Developer Prize”  (articol în limba germană) la categoria “Cel mai bun joc browser 2006”.